# Салем аль-Мубарак ас-Сабах
Салем аль-Мубарак ас-Сабах (араб. سالم المبارك الصباح‎) (1864 — 22 февраля 1921) — 9-й шейх Кувейта из династии ас-Сабах (1917—1921).

## Биография
Второй сын 7-го кувейтского шейха Мубарака аль-Кабира (Великого) (1896—1915). Мать — Шеха бинт Дуайдж ас-Сабах.
В 1915—1917 годах — губернатор Эль-Кувейта. В феврале 1917 года после смерти своего старшего брата Джабера II Салем был избран новым шейхом Кувейта.
Салем аль-Мубарак ас-Сабах был известен своей смелостью и религиозным фанатизмом. Для искоренения пороков среди кувейтцев он создал специальную службу «Мухтар». Во внешней политике Салем придерживался курса на сближение с Османской империей. Через территорию Кувейта осуществлялись контрабандные поставки провианта и оружия туркам-османам. Англичане были вынуждены ввести морскую блокаду Кувейта и пригрозили шейху прекращением финансовой поддержки. Хотя Салем утверждал, что незаконные торговые операции осуществлялись помимо его ведома, после угроз англичан контрабанда практически прекратилась.
Воспользовавшись ухудшением отношений кувейтцев и англичан, риядский эмир Абдель Азиз ибн Сауд предпринял попытки подчинить себе Кувейт. У самой границы с Кувейтом была основана хиджра ихванов, что сильно беспокоило Салема. Его попытка выбить ихванов из приграничья закончилась провалом: кувейтская армия была разгромлена. В 1920 году ихваны вторглись на территорию Кувейта. Салем заперся в Красном форте и обратился за помощью к шаммарцам и англичанам. Лишь их вмешательство в октябре 1920 года прекратило ихванский набег. 10 октября недждийцы были разгромлены у Эль-Джахры и были вынуждены покинуть территорию Кувейта.
В феврале 1921 года шейх Салем неожиданно скончался, и кувейтцы, уставшие от войн, избрали на новым шейхом его племянника Ахмеда аль-Джабера (1921—1950), сторонника компромисса с риядцами.